# Sinbad (entertainer)
David Adkins (født 10. november 1956), bedre kendt under sit kunstnernavn Sinbad, er en amerikansk stand-up komiker og skuespiller. Sinbad har bl.a. spillet med i familiefilmen Mission julegave og sin egen komedieserie The Sinbad Show.